# 령통사
령통사(靈通寺, 표준어: 영통사)는 북한 개성시 룡흥리에 위치한 고려 시대의 사찰이다. 고려 1027년(현종 18)에 창건되었으며, 당시 개풍군 영남면 오관산 영통동에 있었다. 대각국사 의천, 혜소국사 정현 등이 이곳에서 머물렸다. 2005년 당시 남북 교류 사업 중 천태종이 사찰 복원을 지원하였다.

## 같이 보기
- 조선민주주의인민공화국의 국보